# Toyohiro Akiyama
Toyohiro Akiyama (Setagaya, 22 luglio 1942) è un giornalista e astronauta giapponese.
Il 2 dicembre 1990 ha raggiunto la stazione spaziale MIR a bordo della Sojuz TM-11, diventando il primo astronauta giapponese e il primo giornalista ad essere andato nello spazio. Il suo volo è stato sponsorizzato dalla rete televisiva giapponese per cui lavorava, la TBS.

## Biografia
Akiyama ha frequentato e conseguito la laurea presso l'International Christian University di Mitaka, Tokyo. Nel 1966 è entrato a far parte del Tokyo Broadcasting System (TBS) come giornalista. Ha lavorato per il BBC World Service dal 1967 al 1971, prima di diventare corrispondente per la TBS Division of Foreign News. Dal 1984 al 1988 è stato corrispondente capo della TBS a Washington.
Il 17 agosto 1989, Akiyama fu selezionato per un volo commerciale sovietico-giapponese. L'aereo è stato sponsorizzato dalla TBS Corporation per celebrare il suo quarantesimo anniversario.  Akiyama iniziò l'addestramento presso il Centro di addestramento cosmonauti Jurij Gagarin nell'ottobre 1989.
Akiyama ha preso parte alla missione Sojuz TM-11 verso la stazione spaziale Mir il 2 dicembre 1990 insieme al comandante Viktor Afanas'ev e all'ingegnere di volo Musa Manarov. Durante la sua permanenza a bordo della Mir, Akiyama ha tenuto ogni giorno dei reportage in diretta per documentare la vita a bordo della stazione. Il 10 dicembre è rientrato poco più di una settimana dopo a bordo della Sojuz TM-10 insieme a Gennadij Manakov e Gennadij Strekalov. La missione di Akiyama ha segnato il primo volo di una persona di nazionalità giapponese nello spazio e il primo volo spaziale di un individuo sponsorizzato e finanziato commercialmente nella storia. Akiyama è stato anche il primo giornalista a fare reportage in diretta dallo spazio.
Dopo aver completato il suo volo spaziale, Akiyama è tornato alla TBS ed è diventato vicedirettore della TBS News Division. Si è ritirato dalla TBS nel 1995, perché non era d'accordo con la commercializzazione attiva della televisione.
Nell'aprile del 1991 ha girato un film, con un gruppo di giornalisti giapponesi, sulle condizioni del lago d'Aral in Kazakistan.
Dal gennaio 1996 si è dedicato all'agricoltura biologica con riso e funghi nelle montagne di Abukuma, nella città di Takine, vicino a Tamura, Fukushima, Prefettura di Fukushima. Ha anche scritto libri e tenuto conferenze su temi ambientali. Nel marzo 2011 è stato colpito personalmente dal disastro di Fukushima ed è stato costretto ad abbandonare la sua fattoria.
Il 1º novembre 2011 è diventato professore di agricoltura presso l'Università di arte e design di Kyoto.